# 극단 드라마센터
극단 드라마센터는 록펠러재단의 재정적 후원과 정부로부터 대지(서울특별시 중구 예장동 소재) 후원 및 유치진 자신의 사재로 건립한 극장이다. 1963년 4월 <햄릿>(셰익스피어 원작)으로 개관했다. '신협' 멤버와 당시 20대였던 유망주들을 한데 모아, 한국 국민 전체의 축복 속에 출발한 극단(劇團) '드라마센터'(Drama Center)는 창립 공연 이후 <밤으로의 긴 여로>(유진 오닐 작), <포기와 베스>(듀보스트 헤이워 원작), <한강은 흐른다>(유치진 작), <세일즈맨의 죽음>, <로미오와 줄리엣> 등 가작(佳作)을 발표하였다. 그러나 출발할 때의 이상(理想)과는 달리 경영난에 부딪혀 이듬해 1월에는 임시 휴관을 하기에 이르렀다. 극장을 가지고 있다는 호조건이 잘 살려지지 못해 고심하던 중, 1967년 유덕형의 귀국으로 점차 활기를 띠었다. 1970년 말에 발표된 <생일파티>(H. 핀터 작), 1971년 초의 <사랑(Luv)>(M. 쉬스갈 작) 등은 유덕형의 가작으로서 많은 관객이 동원되었다. 1971년 유치진은 '레퍼토리 극장 드라마센터'라고 명명했었다. 그러나 유치진의 개관 이래의 염원인 연극 상설극장의 꿈은 아직 이뤄지지 않고 있는 것 같다. 1972년 오태석 번안·연출의 <쇠뚜기 놀이>, 미국에서 연기수업을 하고 돌아왔던 오순택(吳純澤)과 영화배우 윤정희가 출연한 <로미오와 줄리엣>은 성과는 어찌 되었든 많은 논란을 일으킨 '드라마센터' 공연이었다.